# Lửa trong thành phố sẩm tối
Lửa trong thành phố sẩm tối (tiếng Estonia: Tuli pimendatud linnas, tiếng Nga: Огонь в затемненном городе) là một cuốn tiểu thuyết khai thác đề tài cuộc chiến đấu của nhân dân Estonia chống lại ách chiếm đóng phát xít Đức trong Thế chiến II của nhà văn Eno Raud.

## Chuyển thể
- Ánh lửa trong đêm (phim, 1973)